# Milo Anstadt
Samuel Marek "Milo" Anstadt (Lwów, 10 de juliol de 1920 – Amsterdam, 16 de juliol de 2011) fou un escriptor i periodista jueu neerlandès.

## Biografia
Andstadt va néixer i viure a Lwów (Polònia, en l'actualitat Lviv a Ucraïna) fins a 1930. Amb deu anys, Milo, els seus pares i la seva germana Sera van emigrar als Països Baixos. Allí va completar l'educació primària, però no va anar a l'escola secundària.
Quan Anstadt tenia catorze anys, va treballar per a Transformatorfabriek Besra a Amsterdam. Va assistir sovint a Anski, una institució cultural principalment per a jueus immigrants d'Europa de l'Est, on s'organitzaven conferències i tot tipus d'actuacions i on també va rebre tutoria, cosa que va contribuir al seu desenvolupament espiritual. Més tard, es va graduar en Dret per la Universitat d'Amsterdam, especialitzat en criminologia.
El 1941 es va casar amb Lydia Bleiberg, amb qui va tenir una filla, Irka, el març de 1942. Després d'una advertència a la nit del 9 de juliol de 1942, van haver d'anar immediatament a la clandestinitat. De la seva filla, se'n va fer càrrec després una família d'acollida a Beverwijk per la Resistència.
De 1945 a 1950 va ser redactor de la revista Vrij Nederland. Després va treballar com a periodista amb la Unió de Ràdio Neerlandesa, i va escriure les parts parlades de documentals televisius de 1955, com In, Televisierechtbank, Spiegel der Kunsten i Bezetting. Per a les dues últimes obres, va rebre el Premi de Televisió de la Fundació Príncep Bernat de 1960. El 1960 Wereldvenster va encarregar-li escriure un llibre sobre Polònia. Es va publicar el 1962 sota el títol de Polen, land, volk, cultuur.
Com a treballador d'NRC Handelsblad, Anstadt va escriure un gran nombre d'articles d'opinió. El 1994 va ser nomenat com a cavaller de l'Orde d'Orange-Nassau. Va morir a Amsterdam i està enterrat al cementiri de Zorgvlied.

## Obra publicada
Entre les obres d'Anstadt, destaquen:
- Op zoek naar een mentaliteit
- Met de rede der wanhoop
- Kind in Polen
- Polen en Joden
- Jonge jaren
- De verdachte oorboog
- Servië en het westen
- En de romans De opdracht
- "Is Nederland Verandert"

I les novel·les:
- Niets gaat voorbij
- De wankele rechtsgang Van Albert Kranenburg